# Чанчахи
Чанчахи (осет. Цъанцъахи, груз. ჭანჭახი) — река в Грузии и Южной Осетии, левый приток Риони.

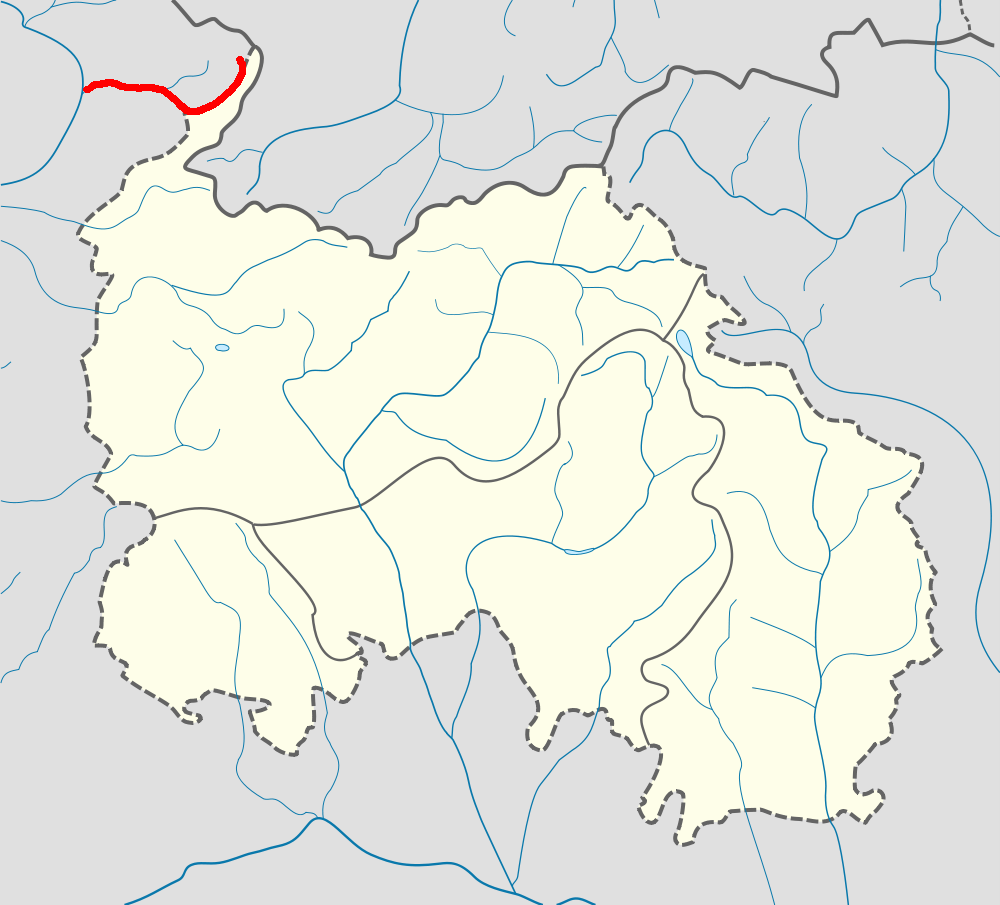

От истока и до бывшего югоосетинского села Гуршеви служит линией границы между Южной Осетией и Грузией.
Протяжённость около 21 км, из них 11 км только в Грузии.
Имеется множество притоков-ручьёв.
По долине реки проходит Военно-Осетинская дорога, пересекающая реку в двух местах: у Мамисонского перевала — по броду, а около села Кадисар — по Николаевскому мосту, ныне взорванному.
Питание — тающие снега горы Чанчахи.
На левом берегу произрастают густые смешанные леса.
На реке расположены (по порядку от истока):
- Гуршеви (Южная Осетия)
- Шови (Грузия)
- Глола (Грузия)